# فستان عريان (فلم)
فستان عريان هو مشروع فيلم مصري لم يخرج إلى النور حتى الآن بالرغم من مرور أكثر من خمسة أعوام على بدء التحضير له. كانت دينا ثم لوسي هما المرشحتان الرئيسيتان لهذا الفيلم، وهو من تأليف طارق هاشم، وكان من المقرر أن يقوم بإخراجه، وأن تتولى شركة جود نيوز إنتاجه، وأن يقوم خالد النبوي، وهند صبري، وعزت أبو عوف ببطولته.
وفي عام 2008 قام المنتج محمد السبكي باستغلال انتهاء الخلافات بين فيفي عبده ودينا التي استمرت سنوات في أن يقوما ببطولة الفيلم في أول عمل يجمعمها.

## روابط خارجية
- فستان عريان على موقع قاعدة بيانات الأفلام العربية